# サンジネート
サンジネート (Sangineto) は、人口1,469人のイタリア共和国カラブリア州コゼンツァ県のコムーネの一つである。